# Sarcophaga esthera
Sarcophaga esthera är en tvåvingeart som beskrevs av Andy Z. Lehrer 2006. Sarcophaga esthera ingår i släktet Sarcophaga och familjen köttflugor.
Artens utbredningsområde är Israel. Inga underarter finns listade i Catalogue of Life.